# Órdenes redentoras de cautivos
Órdenes redentoras de cautivos son las órdenes religiosas que se fundaron con la función de rescatar a los cautivos tomados como rehenes por los musulmanes en el contexto de los enfrentamientos contra los cristianos a partir de las Cruzadas, paralelamente a las órdenes militares, aunque a diferencia de estas están desarmadas. Se consideran de vida activa o conventual (al igual que las órdenes mendicantes); aunque poseen ramas femeninas que en los primeros siglos se dedicaron únicamente a la vida contemplativa o monástica, y desde el siglo XV también a la vida activa.
Se considera órdenes redentoras a la Orden Trinitaria ("de la Santísima Trinidad", "trinitarios"), fundada por san Juan de Mata y san Félix de Valois en 1193 y aprobada por Inocencio III en 1198; y a la Orden de la Merced ("mercedarios"), fundada por san Pedro Nolasco en 1218 y aprobada por Gregorio IX en 1235.
Como precedente de su función, existía en el contexto de la Reconquista española la figura del alfaqueque, que se reguló en Las Partidas. La gran cantidad de recursos económicos que se dedicaba a estas actividades suponía que hubiera mercaderes que se involucraran en ella. En la Edad Moderna hubo en ciudades del Norte de África (sobre todo Fez, Argel, Tetuán, Orán y Tremecén) una gran presencia de cautivos cristianos objeto de comercio de esclavos (posteriormente denominada esclavitud blanca); tanto soldados tomados prisioneros durante enfrentamientos militares (el caso de Miguel de Cervantes) como civiles capturados en las incursiones de los piratas berberiscos en las costas españolas o italianas.

## Galería

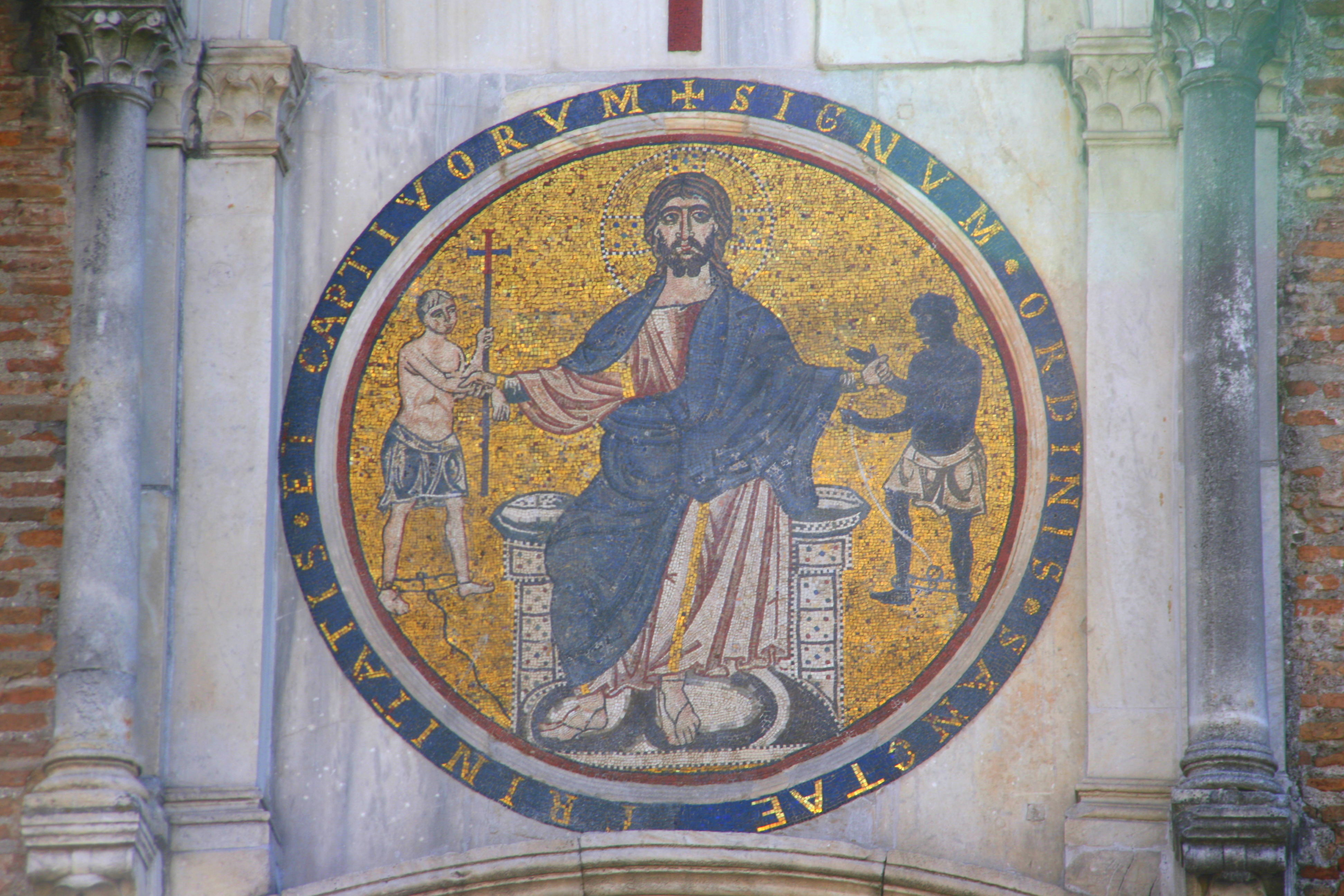
Mosaico en la iglesia de Santo Tomás in Formis (Roma), de Lorenzo Cosmati 1210. Fue encargado por San Juan de Mata para representa la visión (un hombre negro y uno blanco encadenados, y entre ellos Cristo) que le hizo fundar la Orden Trinitaria.
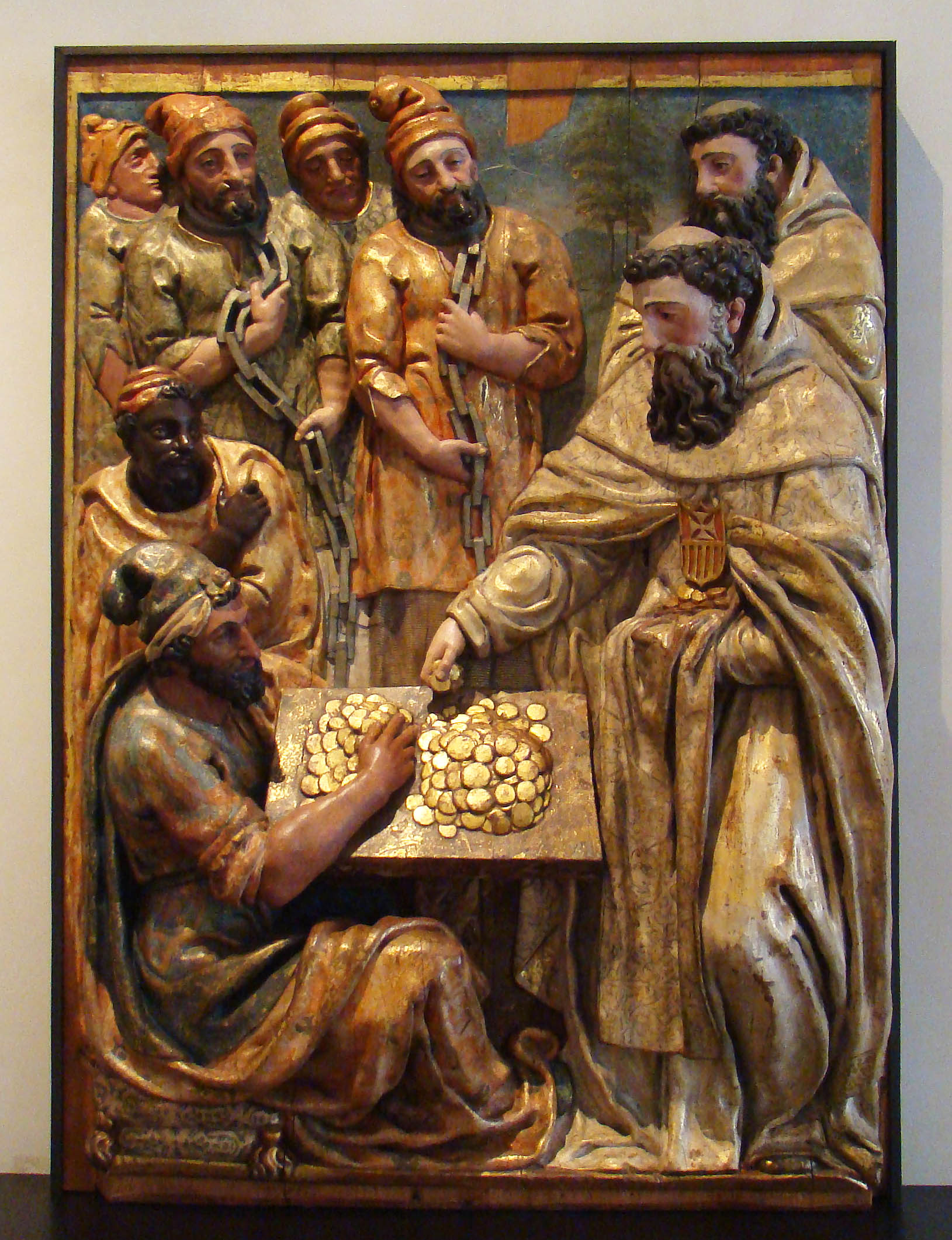
La redención de cautivos por San Pedro Nolasco, detalle del retablo mayor del convento de Nuestra Señora de la Merced (Valladolid), de Pedro de la Cuadra, 1599.
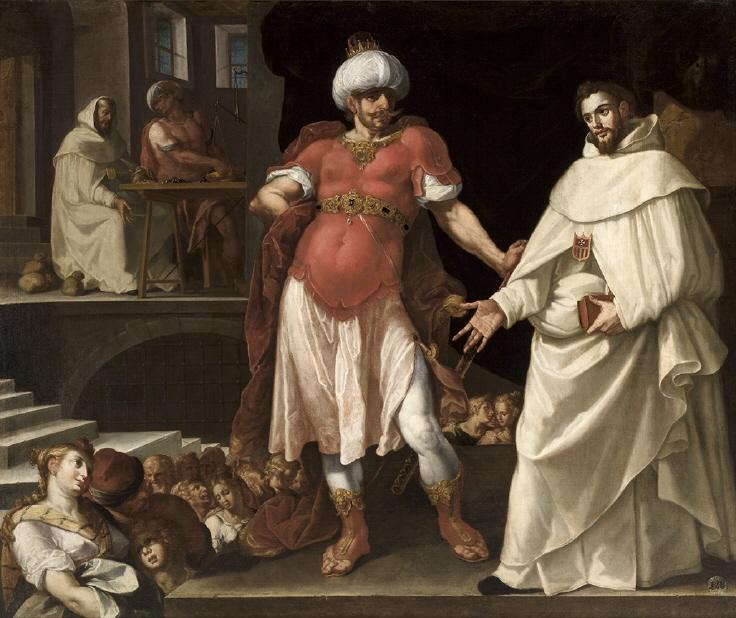
San Pedro Nolasco redimiendo cautivos, de Alonso Vázquez, ca. 1600.
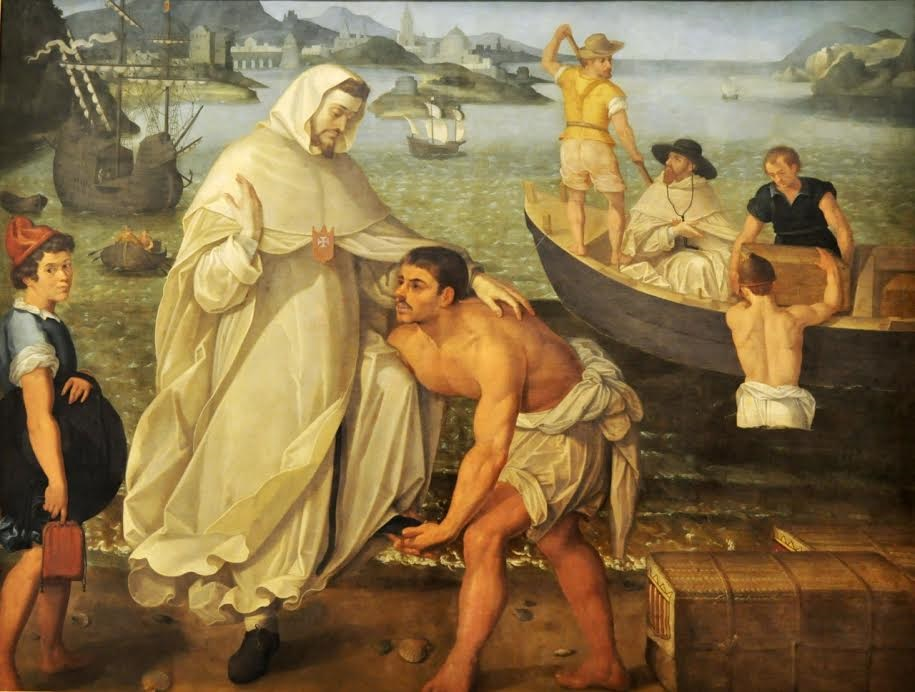
San Pedro Nolasco embarcando, de Francisco Pacheco, ca. 1600. Se ha querido identificar la figura del barquero con un retrato de Cervantes, aunque parece improbable.
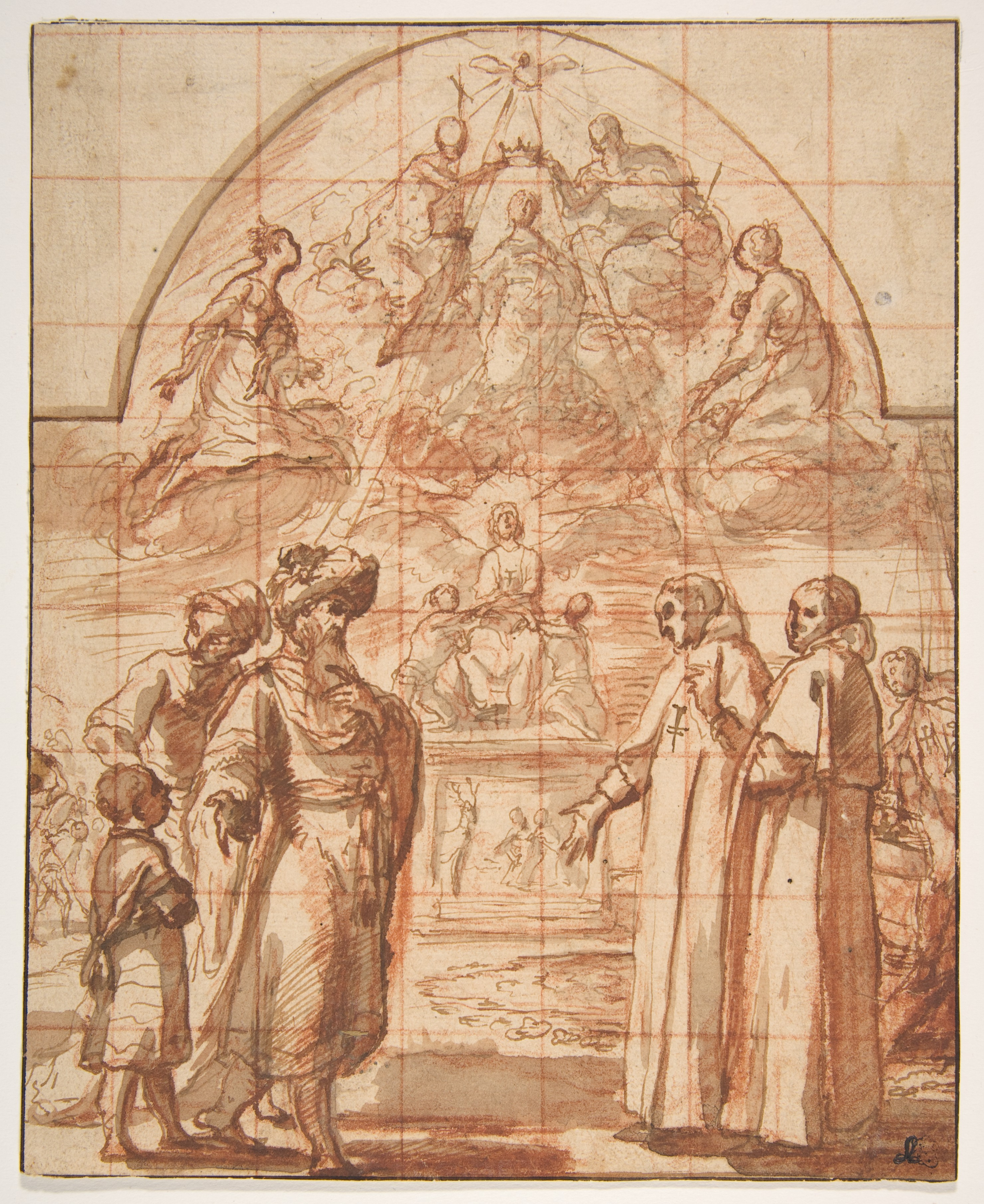
Alegoría de la Orden Trinitaria, de Alessandro Tiarini (sin datar, primera mitad del siglo XVII).
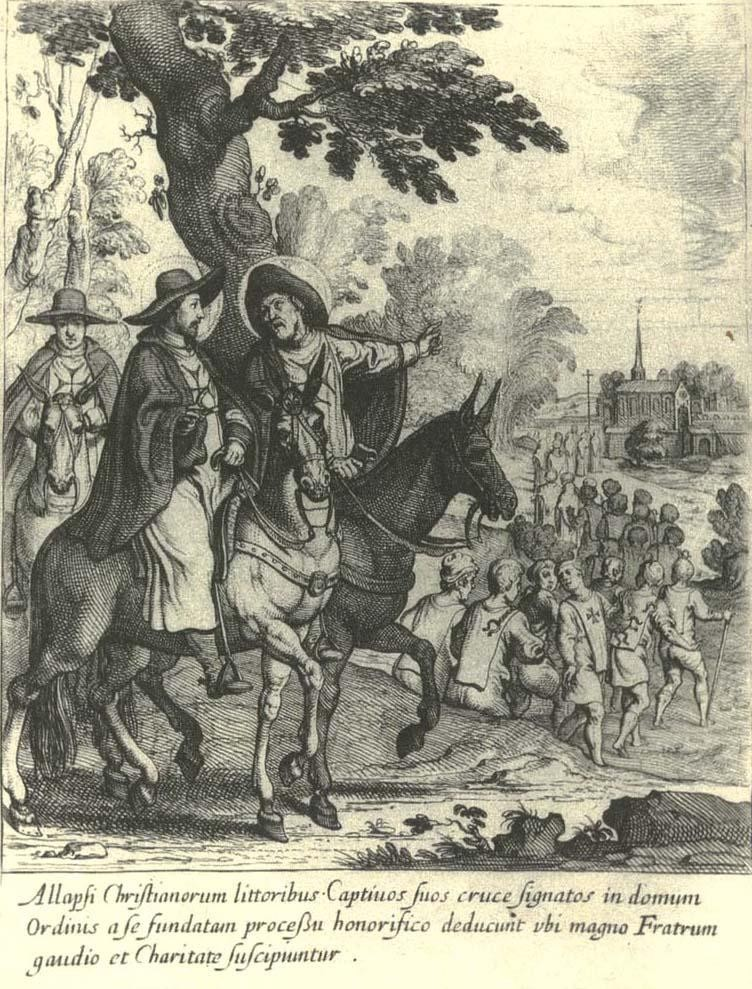
Episodios de la vida de San Juan de Mata, 1633. Un grupo de redimidos son llevados en procesión a una iglesia, donde dejarán como exvoto las cadenas de las que se han liberado y cargan a sus espaldas.
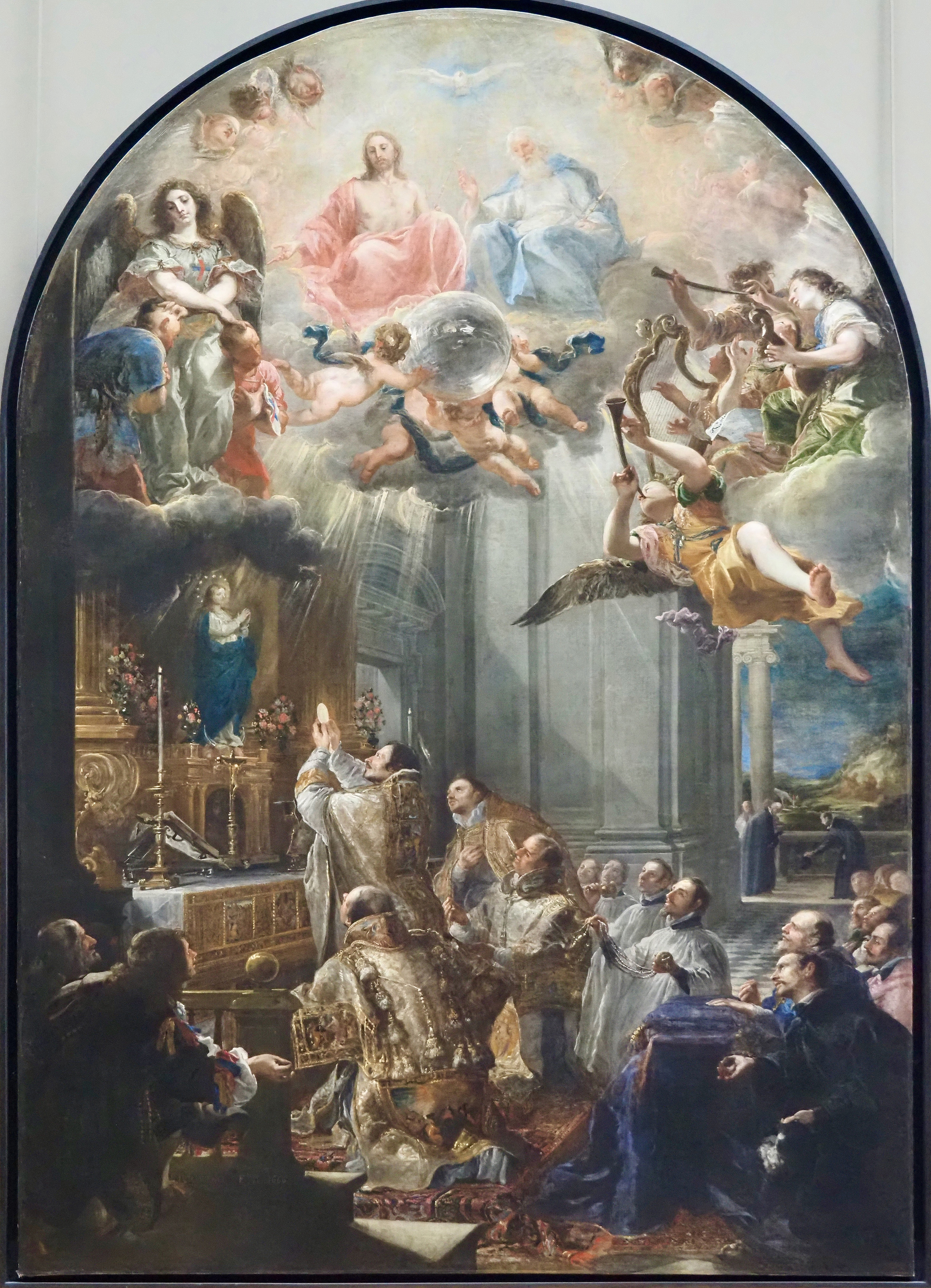
La fundación de la Orden Trinitaria, de Juan Carreño de Miranda, 1666.
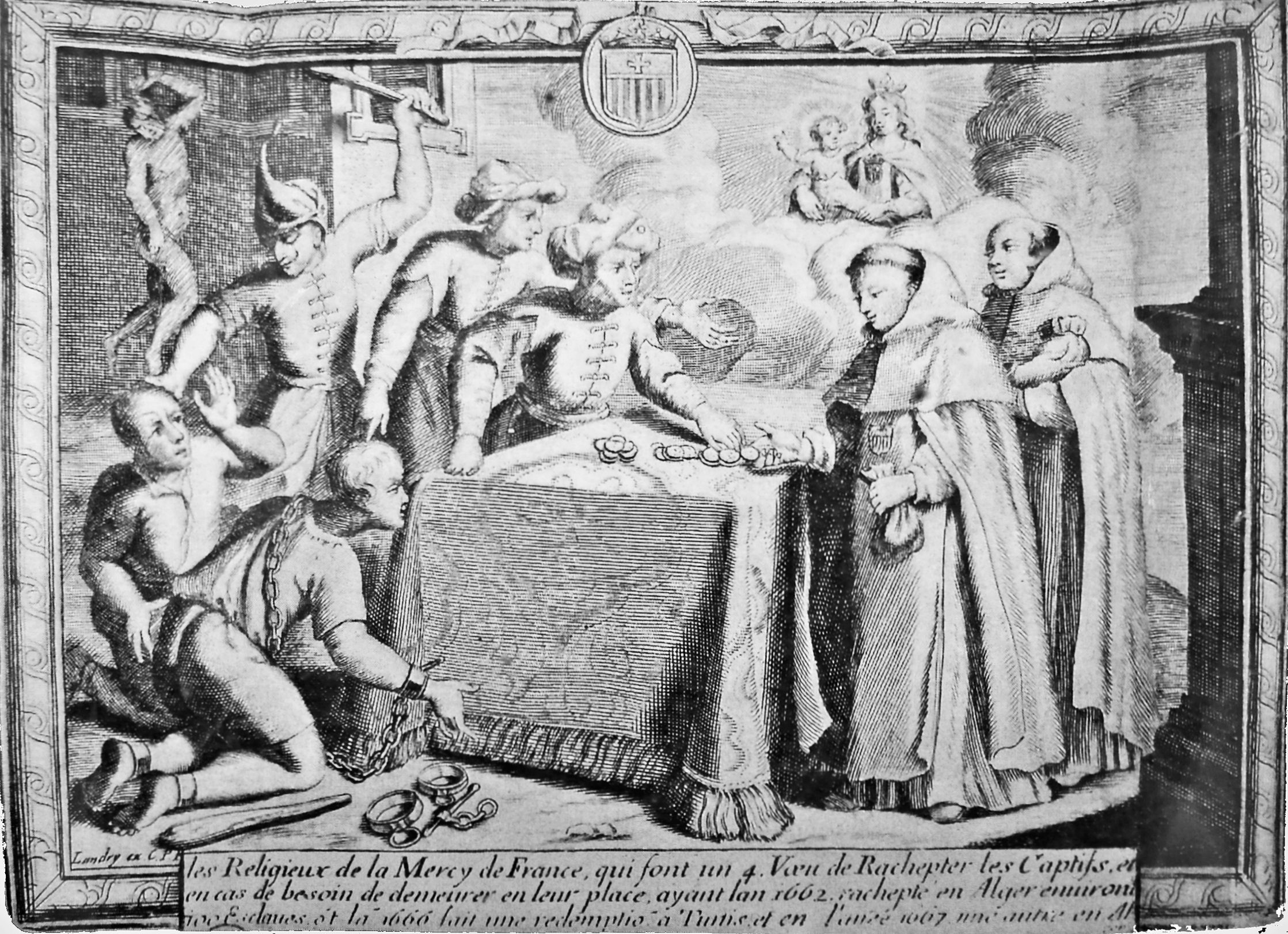
Redención de cristianos cautivos en la Berbería por mercedarios franceses. Grabado de la segunda mitad del siglo XVII.
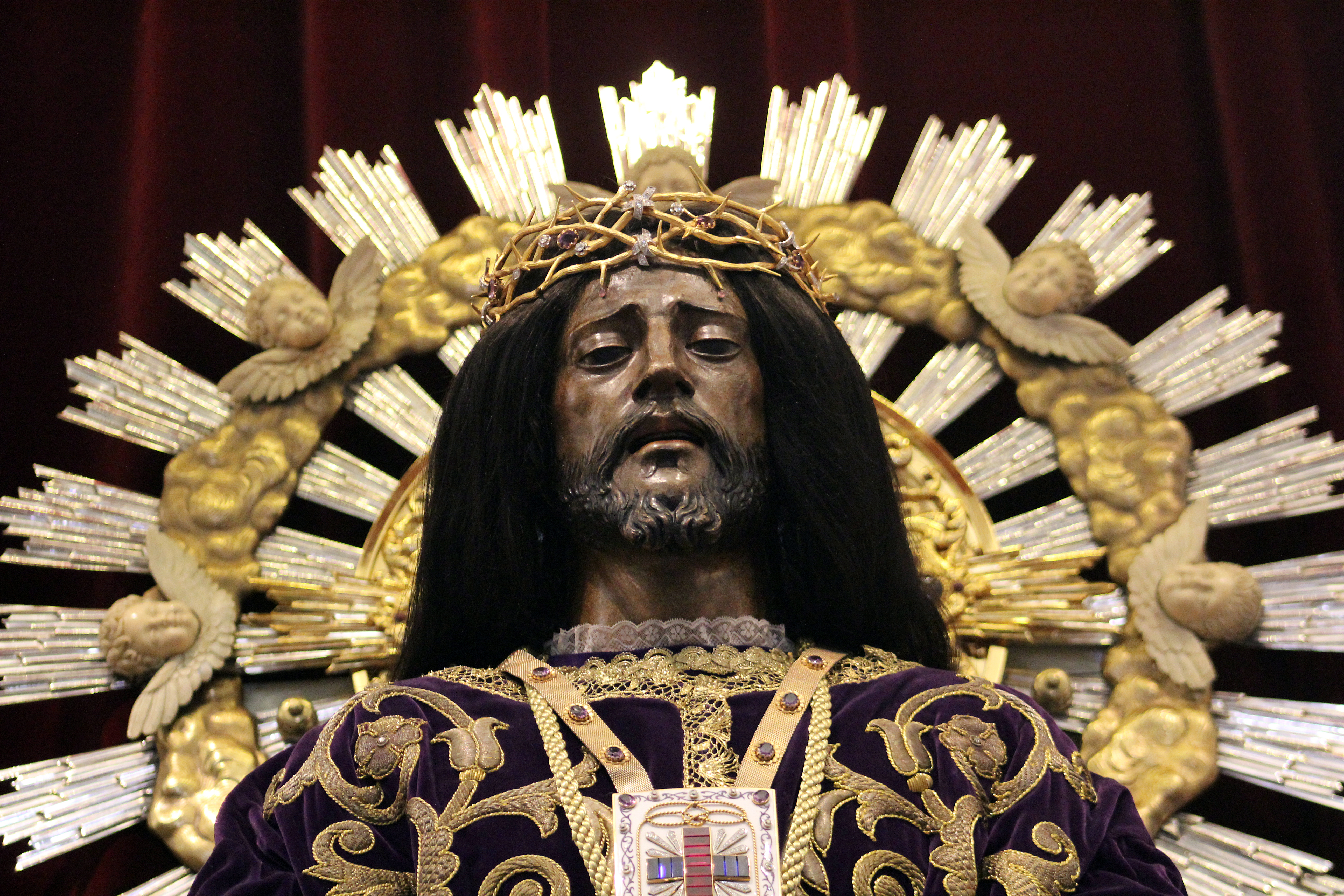
Cristo de Medinaceli, con el escapulario (cruz roja y azul) que indica su condición de cautivo redimido por los trinitarios.
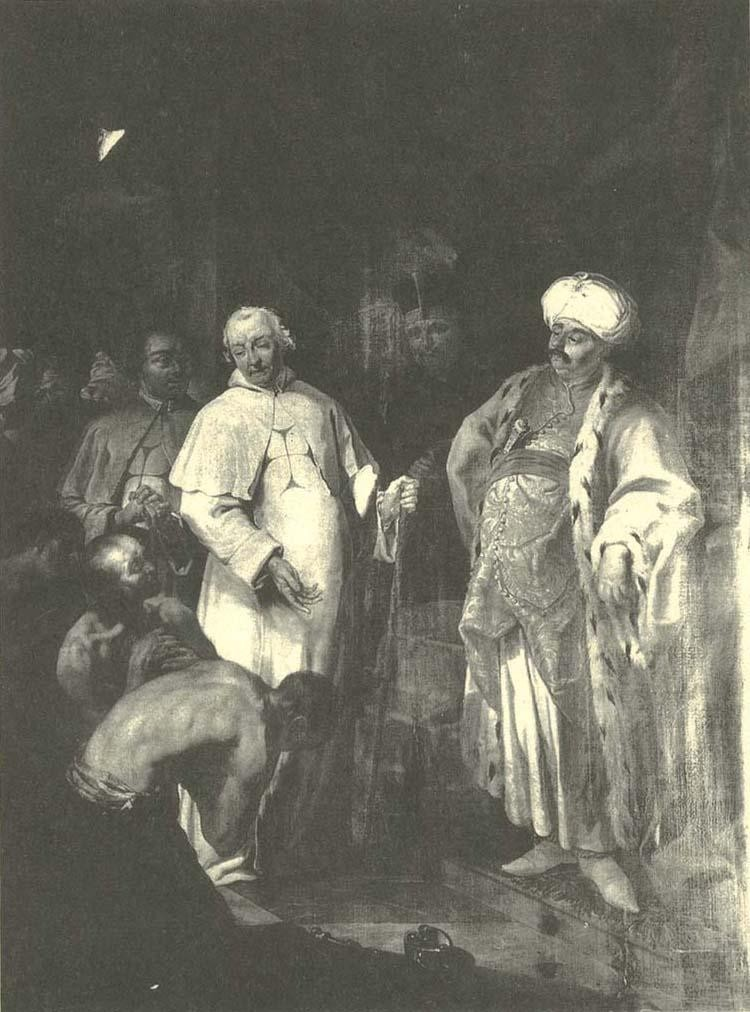
Negociaciones para la primera redención de cristianos en Marruecos en 1199, de Jan Garemyn, 1750. Cofradía de la Santísima Trinidad de la iglesia de Saint-Gilles de Brujas, 1750.
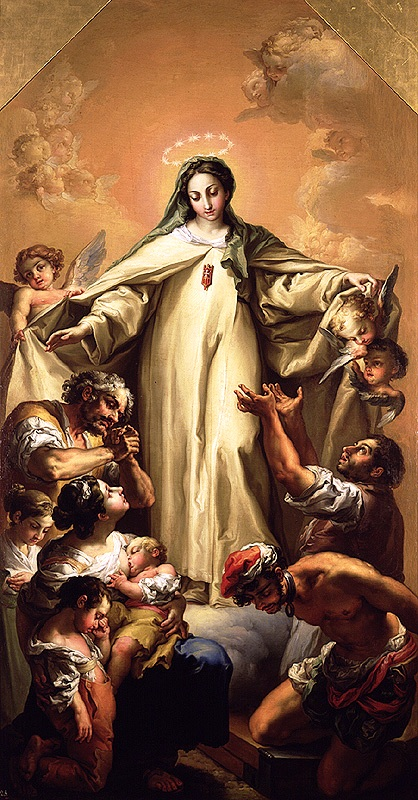
Virgen de la Merced, redentora de cautivos, de Vicente López Portaña, ca. 1798-1803.
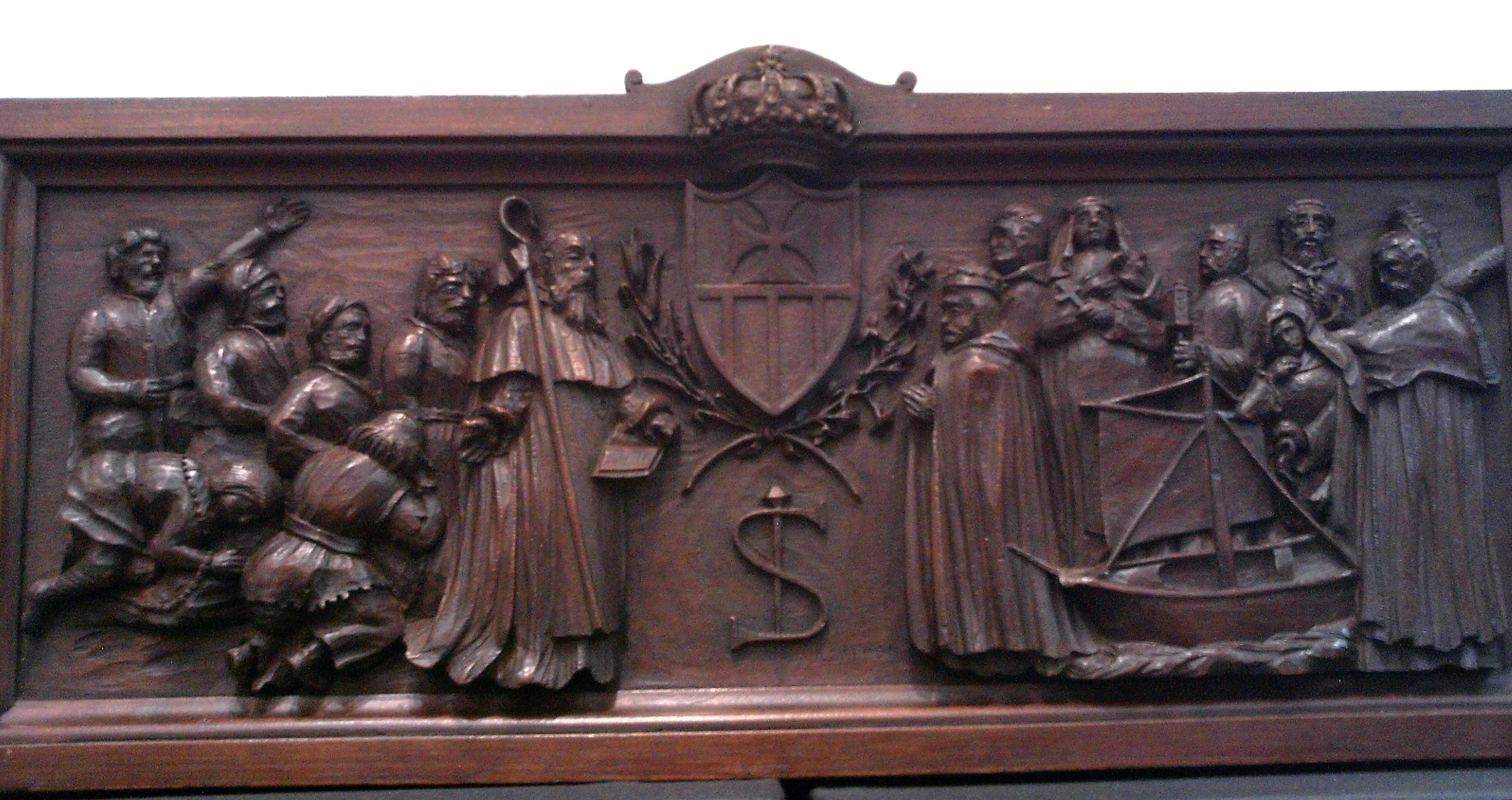
Alegoría de la Orden de la Merced procedente del convento de la Asunción de la Orden de la Merced (Sevilla), siglo XIX.[6] El emblema de la "S" entrelazada con un clavo es común en cofradías que llevan en su nombre "esclavitud", estén o no relacionadas con órdenes redentoras de cautivos.